# Михайловка (Железногорский район)
Миха́йловка — слобода в Железногорском районе Курской области. Административный центр Михайловского сельсовета. Второй по величине населённый пункт Железногорского района. 

## География
Слобода расположена на западной окраине Среднерусской возвышенности, в 16 км от Михайловского водохранилища на реке Свапа, в 9 км к югу от Железногорска и 80 км к северо-западу от Курска, в центре Железногорского района, в месте впадения речки Понашевки в Свапу.

## Этимология
До начала XVIII века носила название Понашевка, данное по небольшой речке Понашевке, притоке Свапы. По преданию, в этих местах когда-то жила красавица, которую полюбили два родных брата. Девушка между соперниками сделать выбор не смогла, и братья решили сами выяснить, кому достанется красавица. Вышли они на берег реки и начали поединок, дело дошло до ножей. Чем закончился спор братьев – неизвестно, но место это стали звать «поножовкой» или, как говорят в народе, «понашевкой».
В 1712 году Пётр I подарил Понашевку фельдмаршалу Борису Петровичу Шереметеву, который переименовал её в честь сына — Михаила.

## История
В середине XVII века место, где сейчас расположена Михайловка, начали заселять малороссы, принёсшие слово «слобода» – так назывались населённые пункты в Слободской Украине. Точная дата основания не установлена. До XVIII века селение состояло не более чем из двух десятков домов, располагавшихся вдоль речки Понашевки. Выгодное расположение слободы, располагавшейся на судоходной в то время Свапе, привело к тому, что за полвека население увеличилось в несколько раз. В XVII—XVIII веках Понашевка входила в состав Свапского стана Рыльского уезда.
В 1712 году Пётр I подарил Понашевку фельдмаршалу Борису Петровичу Шереметеву. Тот назвал своё имение в честь сына Михаила Борисовича, генерала, недавно освобождённого из турецкого плена. Однако Михаилу не удалось побывать в своей слободе — он умер в Киеве, по дороге домой в 1714 году.
Хотя Михайловка являлась помещичьей слободой, крепостное право в ней было щадящим: Шереметевы разрешали вести михайловцам отхожий промысел, торговать, понимая, что им это тоже выгодно. Вскоре в Михайловке появились зажиточные хозяйства, выделилось купечество. В середине XVIII века это уже было большое селение, где жило более трёх тысяч человек. Такого количества жителей в то время не насчитывали многие уездные города. Согласно переписи 1752 года население Михайловки состояло из более чем двух тысяч малороссов и полутора сотен великороссов. Являясь сторонниками реформ Петра I, Шереметевы во многих своих владениях открыли школы, театры, читальни. Во времена правления императрицы Елизаветы Петровны в Михайловке было создано училище от Славяно-греко-латинской академии, в котором преподавали учителя из Москвы и Киева, и когда в Москве открылся университет, некоторые выпускники Михайловского училища переехали туда для продолжения учёбы.
В 1753 году была возведена Никольская церковь, существующая и сейчас. Через двадцать лет был построен второй храм – Архангельская церковь, а в первой трети XIX века разросшейся слободе понадобилась и третья церковь – её назвали Богословской. Кроме того, неподалёку от Николаевской церкви обосновалась старообрядческая молельня. Эти религиозные учреждения играли заметную роль в культурно-образовательной жизни Михайловки, поскольку при каждой церкви имелась школа.

Евгений Пассек описывает местность слободки Михайловки Дмитриевского уезда, где он пребывает 27 августа 1836 года.
 
|  |  |
|  |  |

Особенного расцвета слобода достигла в XIX веке. Здесь находилось несколько десятков торговых лавок и магазинов, проводились ярмарки, на которые съезжались покупатели и продавцы не только из округи, но и с Украины, из Орловской губернии. Михайловка являлась центром волости, здесь были свои жандармы. Кроме того, здесь находились больница, почта, пожарная часть, мукомольный, пенькопрядильный, кирпичные заводы, много маслобоек и крупорушек. В конце XIX века (в это время лесная часть имения С. Д. Шереметева оставляла 192 десятины земли) михайловцы начали активно засаживать леса за Свапой: ныне это Жидеевская и Кармановская сосновые дачи, а также знаменитый «Заказ» около водяной мельницы – роща, в которой можно найти самые разнообразные породы деревьев и кустарников.
Со временем всё большую экономическую роль в слободе стали играть купцы и зажиточные мещане: Минаев, братья Шараповы, братья Кочергины, Труновы, Черемские. Они покупали земли, наводили торговые мосты с российскими и украинскими городами, тратили деньги на сиротские приюты, церкви, школы, больницу. В конце XIX века в Михайловке образовались театральное и музыкальное общества, открылись первые фотографические салоны, а в начале XX века в доме купца второй гильдии Минаева показывали кино.
В 1897 году в Михайловке проживало 4453 человека (2207 мужского пола и 2246 женского), 4366 из которых исповедовали православие.
В 1928 году был образован Михайловский район с центром в слободе Михайловка в Льговском округе Центрально-Чернозёмной области. В 1934 году район вошёл в состав вновь образованной Курской области. В 1963 году Михайловский район был упразднён, в 1965 году на территории бывшего Михайловского района был образован Железногорский район с центром в Железногорске.

## Население
| 1862  | 1877  | 1883  | 1897  | 1905  | 1939  | 1959  |
| ----- | ----- | ----- | ----- | ----- | ----- | ----- |
| 3783  | ↘3637 | ↘3031 | ↗4453 | ↘3331 | ↗3629 | ↘3545 |
| 2002  | 2010  | 2021  |       |       |       |       |
| ↘2513 | ↗2554 | ↗3043 |       |       |       |       |

## Улицы
В слободе 18 улиц:

## Известные люди
- Баранников, Василий Фёдорович (1921—1979) — участник Великой Отечественной войны, Герой Советского Союза.
- Вронский, Борис Иванович (1898—1980) — геолог, исследовать Тунгусского метеорита.
- Суворов, Станислав Станиславович (1963 —) — начальник Военно-космической академии им. А. Ф. Можайского.
- Чемисов, Леонтий Гаврилович (1857—1939) — известный поэт-самоучка.
- Черников, Георгий Тихонович (1917—1986) — Герой Социалистического Труда (1971), первый секретарь Обоянского райкома КПСС (1956—1978).
- Зайцев Семён Васильевич  (1887—1964) — кавалер ордена Ленина, заслуженный врач РСФСР, главный врач Михайловской районной больницы